# Triommatodes
Triommatodes là một chi bướm đêm thuộc họ Erebidae.